# بابلو روبلس
بابلو روبلس (بالإسبانية: Pablo Robles)‏ هو لاعب كرة قدم مكسيكي، ولد في 21 مارس 1968 في مدينة مكسيكو في المكسيك.